# Andreas Johansson (fotbollsspelare född 1982)
Karl Tommy Andreas Johansson, född 10 mars 1982 i Getinge, är en svensk före detta fotbollsspelare (försvarare) som spelade för bland annat Halmstads BK och IFK Norrköping, som han vann SM-guld med 2015. Med sina 445 matcher är han den spelare som spelat flest matcher i Allsvenskan.

## Karriär
Johansson började spela fotboll i Getinge IF men gick redan i unga år till Halmstads BK. Han flyttades upp till A-laget inför säsongen 2002 och debuterade i Allsvenskan i maj samma år mot Örgryte IS och etablerade sig snabbt som ordinarie i laget. Under tiden i Halmstad var andraplatsen i Allsvenskan 2004 den största framgången för klubben.  
2003 debuterade Johansson i Sveriges U21-landslag och han deltog i U21-EM 2004 som slutade med en fjärdeplats. I januari 2004 gjorde han även en inofficiell landskamp med A-landslaget, mot en ligakombination från Hongkong. 2009 blev han återigen uttagen till landslagets januariturné och fick då göra officiell landskampsdebut, mot Mexiko.
I juni 2009 gick Johansson till den tyska Bundesligaklubben VfL Bochum. Laget blev dock degraderade till 2. Fußball-Bundesliga under Johanssons första säsong i klubben där han även spelade två matcher för klubbens reservlag i Regionalliga West (fjärde högsta divisionen i Tyskland). 
I januari 2012 blev en övergång till IFK Norrköping klar, kontraktet skrevs till 3 år.
Johansson sågs vanligtvis som en defensiv innermittfältare alternativt yttermittfältare och ibland även som ytterback, fram till hösten 2014 då han av tränaren Janne Andersson flyttades ner som mittback i ett läckande IFK Norrköping. Ett år senare (2015) framröstades han till årets försvarare, när han med kaptensbindeln runt armen var med och ledde IFK Norrköping till klubbens första SM-guld på tjugosex år. 2016 försvarade Johansson sin utmärkelse och blev återigen framröstad till årets allsvenska försvarare. Han blev dessutom vald till årets mest värdefulla spelare. Han avslutade sin tid som kapten och publikfavorit i Norrköping med en andraplats (stora silver) i Allsvenskan 2018.
Inför säsongen 2019 återvände Johansson till Halmstads BK. Han spelade 29 ligamatcher och gjorde två mål under säsongen 2020, då klubben blev uppflyttade till Allsvenskan.
Han fortsatte spela för Halmstads BK till och med säsongen 2024. Därefter avslutade han sin spelarkarriär för att istället bli assisterande tränare i klubben.

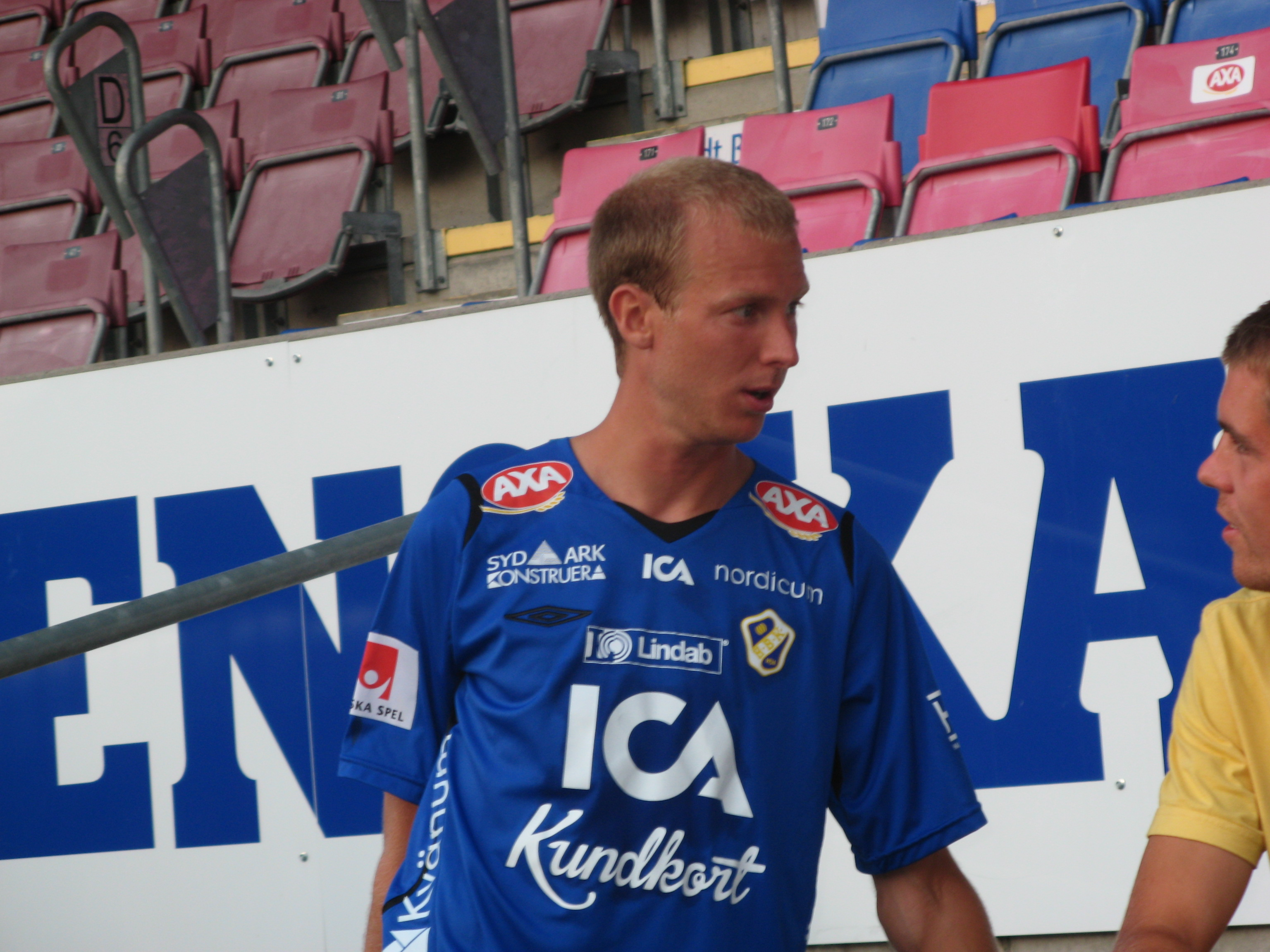
Andreas Johansson i Halmstads BK 2008.

## Meriter

### Inom klubblag
- Allsvenskan: Guld 2015 (IFK Norrköping)
- Allsvenskan: Stora silver 2004 (Halmstads BK)
- Allsvenskan: Stora silver 2018 (IFK Norrköping)

### Individuellt
- Allsvenskans stora pris 2015: Årets försvarare
- Allsvenskans stora pris 2016: Årets försvarare, Allsvenskans mest värdefulla spelare
- Flest spelade matcher i Allsvenskan, 445 matcher.